# Liste der Geotope im Landkreis Tirschenreuth
Diese Liste enthält die Geotope des oberpfälzer Landkreises Tirschenreuth in Bayern.
Die Liste enthält die amtlichen Bezeichnungen für Namen und Nummern des Bayerischen Landesamt für Umwelt (LfU) sowie deren geographische Lage. Diese Liste ist möglicherweise unvollständig. Im Geotopkataster Bayern sind etwa 3.400 Geotope (Stand März 2020) erfasst. Das LfU sieht einige Geotope nicht für die Veröffentlichung im Internet geeignet. Einige Objekte sind zum Beispiel nicht gefahrlos zugänglich oder dürfen aus anderen Gründen nur eingeschränkt betreten werden.
| Name                                                         | Bild           | Geotop ID | Gemeinde / Lage              | Geologische Raumeinheit         | Beschreibung | Fläche m² / Ausdehnung m | Geologie                                                                                                   | Aufschlussart                  | Wert               | Schutzstatus                                           | Bemerkung                       |
| ------------------------------------------------------------ | -------------- | --------- | ---------------------------- | ------------------------------- | --- | ------------------------ | --- | ------------------------------ | ------------------ | ------------------------------------------------------ | ------------------------------- |
| Quarzporphyrhügel NNE von Lenau                              | weitere Bilder | 377A002   | Kulmain Position             | Obermain-Bruchschollenland      | In der kleinen Gewinnungsstelle ist eine Lavadecke über einem älteren Lavastrom zu sehen. Der Paläoboden zwischen den beiden Einheiten ist gefrittet und schließt eine dünne Schicht aus vulkanoklastischem Material (Tuffe) mit ein. Der Rand von grünlichen, kupfervererzten Gängen (Malachit) ist gebleicht und vergrust. Selten findet man gelben bis roten Karneol und roten Jaspis. Der Aufschluss ist vulkanologisch interessant, da sich der Förderschlot im Hügel hinter dem Aufschluss befindet.                                  | 600 30 × 20              | Typ: Gesteinsart, Vulkanschlot, Kontakt Art: Rhyolith                                                      | Steinbruch                     | wertvoll           | Naturdenkmal, Landschaftsschutzgebiet, Naturpark       |                                 |
| Ehemaliger Marmorbruch N von Unterwappenöst                  | weitere Bilder | 377A003   | Kulmain Position             | Südliches Fichtelgebirge        | Im Steinbruch sind altpaläozoische, metamorph überprägte Kalksteine erschlossen. Der ehemalige sedimentäre Lagenbau ist noch gut zu erkennen. Er besteht aus einem Wechsel von fast reinen Karbonatlagen und Hellglimmer betonten, ehemaligen tonreichen Bereichen mit Pyrit bzw. Magnetit. Graphiteinstäubungen bedingen eine lichtgraue Bänderung. Die ehemals horizontalen Schichtpakete sind heute steil gestellt und verfaltet. Dunkle Scherflächen in den glimmerreichen Partien sind z. T. als Mylonitzonen deutbar.                 | 1200 60 × 20             | Typ: Gesteinsart, Schichtfolge Art: Marmor                                                                 | Steinbruch                     | wertvoll           | Naturpark                                              | Bayerns schönste Geotope Nr. 92 |
| Ehemaliger Basaltbruch SE von Aign                           | weitere Bilder | 377A004   | Kulmain Position             | Obermain-Bruchschollenland      | Im Steinbruch wurde Basalt eines ehem. Förderschlotes nahezu vollständig abgebaut. In den steilen Bruchwänden ist die ehemalige Schlotwand mit Schlotbreccie und Tuffring erkennbar. Reste von liegenden Basaltsäulen markieren zusätzlich den Kontakt des Basalts zum Nebengestein. Nebengesteine sind durch Hitze des Basalts gefrittete Dolomit-, Kalk-, Mergel- u. Tonsteine des Unteren Muschelkalks. Über der Bruchsohle hat sich ein See gebildet. Im Bereich der Wasseroberfläche sind noch die liegenden Basaltsäulen zu erkennen. | 1500 60 × 25             | Typ: Gesteinsart, Vulkanschlot, Kontakt, Basaltsäulen Art: Basalt, Kalkstein                               | Steinbruch                     | bedeutend          | kein Schutzgebiet                                      |                                 |
| Ehemaliger Marmorbruch S von Neusorg                         |                | 377A005   | Neusorg Position             | Fichtelgebirge                  | Aufschlüsse im Neusorger Marmor sind im ehemaligen Grubengelände nur noch wenige zu finden. In der Mitte verdecken zwei Seen den größten Teil des Geländes. Die Ufer sind bewaldet, das Gewässer ist zur Fischzucht genutzt. Am Ufer des größeren Sees und in den schlecht zugänglichen Wänden treten gelegentlich gebänderte und verfaltete Marmorzüge zutage. Der Bruch ist namensgebend für den Marmorzug, der sich von Neusorg über Stöcken-Dechantsees und Unterwappenöst erstreckt.                                                   | 43500 290 × 150          | Typ: Gesteinsart Art: Marmor                                                                               | Steinbruch                     | bedeutend          | Naturpark                                              |                                 |
| Ehemaliger Steinbruch NW von Selingau                        |                | 377A007   | Ebnath Position              | Fichtelgebirge                  | Im fast vollständig zugewachsenen, mit Müll, Gartenabfällen und Schutt verfüllten Bruch und den zumeist verstürzten Bruchwänden sind noch ein paar kleine Aufschlüsse in deutlich gebänderten Kalksilikaten aufzufinden. Die Grubensohle und die Aufschlüsse in Gabbroamphiboliten, Tuffiten und dem Granitgang sind nicht mehr zugänglich. | 7500 100 × 75            | Typ: Schichtfolge, Kontakt Art: Kalksilikatfels, Amphibolit, Granit                                        | Steinbruch                     | bedeutend          | Naturpark                                              |                                 |
| Franzosenfelsen SW von Lochau                                |                | 377A009   | Neusorg Position             | Südliches Fichtelgebirge        | Die Glimmerschiefer (sonst im Gebiet eher selten aufgeschlossen) im Straßenaufschluss zeigen deutlichen Lagenbau von dünnblättrigen zu kompakten Schichten, was auf einen rhythmischen Wechsel im ehemaligen Sedimentgestein zurückzuführen ist. Der ehemals tonig bis sandige Anteil wurde zu Glimmerschiefer umgewandelt. Der Aufschluss liegt im Faltenschenkel einer Großfalte, was sich durch eine parallele Schieferung mit verfalteten Pegmatitgängen zeigt.                                                                         | 800 32 × 25              | Typ: Gesteinsart Art: Quarz, Phyllit                                                                       | Hanganriss/Felswand            | bedeutend          | Naturdenkmal                                           |                                 |
| Wappenstein am Silberrangen NW von Groschlattengrün          |                | 377A011   | Pechbrunn Position           | Südliches Fichtelgebirge        | Der Gipfel des Wappensteins ist der Rest eines alten Vulkanschlotes mit mehreren Förderzentren. In mehreren kleinen, heute verfallenen Gewinnungsstellen wurde der Basalttuff bis ca. 1930 abgebaut. Der Tuff steht im Zusammenhang mit dem miozänen Basaltvulkanismus in der Oberpfalz. Der zentrale Teil des Schlotes wird durch in sich verdrehte Basaltsäulen markiert. Die umgebende Schlotbrekzie und der Tuffring ist nicht mehr zu sehen. Der Aufschluss ist von einem Blockmeer aus Basaltbrocken umgeben.                         | 48000 320 × 150          | Typ: Gesteinsart, Vulkanschlot Art: Tuff/Tuffit, Basalt                                                    | Steinbruch                     | bedeutend          | Naturdenkmal                                           |                                 |
| Ehemaliger Basaltabbau N von Steinmühle                      |                | 377A017   | Mitterteich Position         | Nördlicher Oberpfälzer Wald     | Der ehemalige Steinbruch befindet sich in einer Lavadecke, die fast vollständig abgebaut wurde. Der Steinbruch ist fast ganz verwachsen, die auf der Sohle befindlichen Seen beginnen zu verlanden. Im vorderen Teil der Grube, zur B 299 hin, befindet sich eine Mülldeponie und eine Sondermüllsammelstelle. Der hintere Teil ist ein Biotop. Im Biotop sind nur noch wenige stark verwachsene Aufschlüsse von Basaltsäulen zu finden. | 72800 260 × 280          | Typ: Gesteinsart Art: Basalt                                                                               | Steinbruch                     | geringwertig       | kein Schutzgebiet                                      |                                 |
| Felsen am Lerchenbühl NE von Neualbenreuth                   | weitere Bilder | 377A019   | Bad Neualbenreuth Position   | Südliches Fichtelgebirge        | Der am Waldrand einzelstehende Felsen ist ein seltener Aufschluss in den oberflächlich kaum aufgeschlossenen kambrischen Glimmerschiefern und quarzitischen Glimmerschiefern der Neualbenreuther Schichten. Teilweise sind noch deutlich Schichtungen im Gestein erhalten, die auf Ablagerungen in einem ehemaligen Molassemeer hinweisen und stellenweise Goldseifen enthalten. Bei der Verwitterung entstand entlang von Falten, Klüften und Schieferungen ein in etwa rautenförmiger Gesteinskörper.                                     | 30 10 × 3                | Typ: Gesteinsart, Sedimentstrukturen Art: Glimmerschiefer, Quarzit                                         | Hanganriss/Felswand            | wertvoll           | kein Schutzgebiet                                      |                                 |
| Aufschluss am Galgenberg SSE von Waldeck                     |                | 377A020   | Kemnath Position             | Oberpfälzer Grundgebirgsvorland | Im umzäunten Aufschluss am Westhang des Galgenberges ist ein ehemaliger Vulkanschlot angeschnitten. Beim Ausbruch des Vulkans entstand ein Schlot, der durch die Brekzie verfüllt wurde. Der spätere Basaltgang (Basaltsäulen) schlug bis zur Oberfläche durch, speiste Lavafontänen und ließ so den Tuffring entstehen. In der Brekzie sind dm-große Gesteinsbrocken aus grauen Tonsteinen der Estherienschichten und geröllführender Grobsandsteine des Benker Sandsteins zu finden.                                                      | 20 10 × 2                | Typ: Gesteinsart, Vulkanschlot Art: Breccie, Basalt                                                        | sonstiger Aufschluss           | wertvoll           | Landschaftsschutzgebiet, Naturpark                     |                                 |
| Ehemaliger Steinbruch am Kusch E von Köglitz                 |                | 377A021   | Kemnath Position             | Oberpfälzer Grundgebirgsvorland | Im Steinbruch ist der mit einer Eruptionsbrekzie verfüllte Schlot eines ehemaligen Vulkans angeschnitten. Im Vulkan drang später erneut Basalt auf, der als Gang bis zur Oberfläche durchschlug, Lavafontaenen speiste und einen Tuffring entstehen ließ. Durch den Steinbruchbetrieb wurde die Schlotwand herauspräpariert, da der Basalt im Schlot komplett abgebaut wurde. In kleinen Brüchen im Osten wurden vom Schlot radialstrahlig in den umgebenden Benker Sandstein abzweigende Basaltgänge freigelegt.                           | 200 10 × 20              | Typ: Gesteinsart, Vulkanschlot Art: Basalt, Breccie, Sandstein                                             | Steinbruch                     | bedeutend          | Landschaftsschutzgebiet, Naturpark                     |                                 |
| Aufschlüsse im Fichtelnaabtal SE von Rosenbühl               |                | 377A023   | Kemnath Position             | Südliches Fichtelgebirge        | Im Steilufer der Fichtelnaab, in der Umgebung des Wehres bei Hopfau, sind Gesteine der Erbendorfer Grünschieferserie aufgeschlossen. Durch einen Felssturz sind auf einer Fläche von 4 × 10 m Serpentinite u. Glimmerschiefer aus dem Anwachskeil einer Subduktionszone freigelegt worden. Die Gesteine zeigen deutliche Bänderung, was auf eine ursprüngliche Schichtung bzw. frühe Schieferung hinweist. Durch den Felssturz wurde ein kurzer Stollen verschüttet, in dem vermutlich Asbest abgebaut wurde.                               | 8000 400 × 20            | Typ: Gesteinsart Art: Serpentinit, Glimmerschiefer                                                         | Hanganriss/Felswand            | bedeutend          | Landschaftsschutzgebiet, Naturpark                     |                                 |
| Ehem. Specksteinbruch am Föhrenbühl E von Grötschenreuth     |                | 377A024   | Erbendorf Position           | Nördlicher Oberpfälzer Wald     | Der ehemalige Specksteinbruch ist 2007 neu freigelegt worden und erschließt beispielhaft Serpentinit und Speckstein der Erbendorfer Grünschieferserie. Abgebaut wurde in dem kleinen Steinbruch Speckstein (Talk), der gemahlen als keramischer Rohstoff industriell Verwendung fand. Der Speckstein entstand bei der Kollision von Ur-Europa mit Teilen Ur-Afrikas aus Gesteinen des Oberen Erdmantels. Als Begleitminerale sind Chlorit, Calcit, Dolomit, Serpentin (Asbest), Aktinolith und Magnetit zu finden.                          | 2 2 × 1                  | Typ: Gesteinsart, Metamorphes Gefüge, Steinbruch/Grube Art: Serpentinit, Amphibolit, Talkschiefer          | Steinbruch                     | bedeutend          | Naturschutzgebiet, Landschaftsschutzgebiet, FFH-Gebiet |                                 |
| Ehemaliger Steinbruch am Kornberg SW von Schadenreuth        |                | 377A027   | Erbendorf Position           | Nördlicher Oberpfälzer Wald     | Im Aufschluss am Fuße des ehemaligen Kornberg-Vulkans ist ein Lavastrom angeschnitten. Da Rhyolith-Lava relativ zähflüssig ist, fließt sie nicht sehr weit und bildet nahe dem Schlot eine massive Lavadecke aus. Auf dem Lavastrom ist noch die gewellte Oberfläche (Fließgefüge) erhalten. Der Lavastrom lagerte sich über einer Tuffschicht ab. Der Schichtwechsel zwischen Lavaströmen und Tuffen ist typisch für einen Schicht-/Stratovulkan (wie Vesuv). Bemerkenswert ist, das Fehlen von Steinwald-Graniten.                        | 3450 115 × 30            | Typ: Gesteinsart, Vulkanschlot, Kontakt Art: Rhyolith                                                      | Steinbruch                     | wertvoll           | Landschaftsschutzgebiet, Naturpark                     |                                 |
| Ehem. Steinbruch im Eisgranit bei Liebenstein                |                | 377A029   | Plößberg Position            | Nördlicher Oberpfälzer Wald     | Im aufgelassenen Steinbruch wurde eine sehr helle Varietät des Falkenberger Granits abgebaut. Der Granit im Bruch ist kaum verwittert. Die weitständige Klüftung ermöglichte es, große Blöcke zu brechen. Der hohe Anteil an bis zu 8 cm großen Feldspäten lässt das Gestein weiß wie Eis erscheinen (Eisgranit). Dunkle, färbende Minerale wie Muskovit und Biotit sind kaum vorhanden. Bedeutung erlangte der Steinbruch, weil hier der Granit für das Reichsparteitagsgebäude in Nürnberg gebrochen wurde.                               | 250 25 × 10              | Typ: Gesteinsart Art: Granit                                                                               | Steinbruch                     | wertvoll           | kein Schutzgebiet                                      |                                 |
| Phycodenschiefer-Aufschluss in Trevesen                      |                | 377A030   | Pullenreuth Position         | Südliches Fichtelgebirge        | Im Ort Trevesen sind im Garten des Anwesens Trevesen 98 grünliche quarzitische Phycodenschiefer aufgeschlossen. Die quarzitischen Schiefer bilden kleinere, eher seltene Einschaltungen innerhalb der Phycodenschichten. Die Besonderheit ist, dass diese Bereiche auf eine Periode mit einem erhöhten Eintrag von Quarzsand vom Festland her in die überwiegend tonigen, marinen Sedimente hinweisen. Dies kann entweder mit einer Klimakatastrophe oder dem Beginn der variszischen Orogenese erklärt werden.                             | 350 35 × 10              | Typ: Gesteinsart, Falte/Mulde/Sattel Art: Phyllit, Glimmerschiefer                                         | Böschung                       | wertvoll           | Naturpark                                              |                                 |
| Phycodenschichten-Profil am Kranichberg NNW von Bingarten    |                | 377A031   | Kemnath Position             | Südliches Fichtelgebirge        | In einem Aufschluss in der Straßenböschung sind die für die gesamte Region typischen Phycodenschichten mit einer sehr deutlichen Wechsellagerung von sandigen und tonigen Schichten im marinen Bereich mit annähernd gleichen Anteilen anzutreffen. Die grünlichen Gesteine sind stark verfaltet und die beiden Schenkel einer größeren Falte sind deutlich gegeneinander verschoben worden. Mit verfaltete Quarzmobilisate und Aplitgänge sind Hinweise auf die Bildung von Granit bei der Orogenese.                                      | 250 25 × 10              | Typ: Gesteinsart Art: Phyllit, Glimmerschiefer, Aplit                                                      | Böschung                       | wertvoll           | Landschaftsschutzgebiet, Naturpark                     |                                 |
| Gneisaufschluss S von Steinmühle                             | weitere Bilder | 377A032   | Mitterteich Position         | Südliches Fichtelgebirge        | Im Aufschluss entlang der Straße sind gebänderte Gneise mit größeren migmatischen Bereichen zu sehen. Das Gestein ist deutlich verfaltet, was sich an den verfalteten hellen migmatischen Lagen gut erkennen lässt. Die migmatischen Bereiche markieren Zonen, in denen an Ort und Stelle granitische Schmelze während der Orogenese gebildet wurde. Die Besonderheit ist, dass gute Aufschlüsse in den Bändergneisen in der Gegend selten sind.                                                                                            | 216 54 × 4               | Typ: Gesteinsart, Metamorphes Gefüge, Falte/Mulde/Sattel Art: Gneis                                        | Böschung                       | bedeutend          | kein Schutzgebiet                                      |                                 |
| Aufschlüsse am Sportplatz in Ebnath                          |                | 377A033   | Ebnath Position              | Fichtelgebirge                  | Im Felsenhäusl sind Marmorbänder und verfältelte Glimmerschiefer mit Kalksilikat-Linsen der oberproterozoischen Kalk-/Kalksilikatfels-Serie anzutreffen. Die gut zu erkennende ehemalige Schichtung der Sedimente und eine 2 m mächtige Marmorlinse zeigen anschaulich die Ablagerungsbedingungen zu der Zeit. Im Aufschluss lässt sich gut Schichtung von Schieferung unterscheiden. Der Aufschluss stellt insofern eine Besonderheit dar, als gute Aufschlüsse in der Kalk-/Kalksilikatfels-Serie selten sind.                            | 100 20 × 5               | Typ: Gesteinsart, Schichtfolge, Felsenkeller, Felswand/-hang Art: Glimmerschiefer, Kalksilikatfels, Marmor | Felsenkeller                   | wertvoll           | Naturpark                                              |                                 |
| Ehem. Steinbruch am Steinbühl NE von Dobrigau                |                | 377A034   | Leonberg Position            | Nördlicher Oberpfälzer Wald     | Im alten Steinbruch im Wald mit lichtem Baumbestand ist nur noch ein Teil der ehemaligen Bruchwand erhalten. Die Grubensohle ist mit Wasser bedeckt. Ein Aufschluss von ca. 4 × 3 m erschließt den stark verfalteten u. verschieferten Kieselschiefer der Wetzldorf-Abfolge. Bei der Metamorphose ist der ehemalige Tonstein durch Mobilisierung von Quarz stark verkieselt. Der Schiefer lässt sich in ca. 2 bis 3 cm dicke Platten spalten. Der Aufschluss stellt eine Besonderheit dar, da gute Aufschlüsse selten sind.                 | 8 4 × 2                  | Typ: Gesteinsart, Falte/Mulde/Sattel Art: Kieselschiefer                                                   | Steinbruch                     | wertvoll           | kein Schutzgebiet                                      |                                 |
| Kiesgrube Heusterzbühl SSW von Münchsgrün                    |                | 377A035   | Leonberg Position            | Nördlicher Oberpfälzer Wald     | In der Grube Heusterzbühl sind bodenbildende Vorgänge, welche die im Tertiär fluviatil abgelagerte Sande und Kiese zu Podsol umwandelten, hervorragend nachzuvollziehen. Die anstehenden Kiese und Sande werden zum Aufschottern der umgebenden Forstwege verwendet. | 15000 300 × 50           | Typ: Bodenprofil, Kaolinisierung, Schichtfolge Art: Kies, Sand                                             | Kiesgrube/Sandgrube            | wertvoll           | Naturpark                                              | Bayerns schönste Geotope Nr. 91 |
| Sandsteinaufschluss Paterlhütte WSW von Erbendorf            |                | 377A036   | Erbendorf Position           | Nördlicher Oberpfälzer Wald     | Im aufgelassenen Bruch nordwestlich der Paterlhütte stehen grünlich-graue Sandsteine sowie Silt- und Tonsteinlagen des Unteren Rotliegenden an. So genannte Brandschiefer enthalten inkohlte Pflanzenreste. In der Aufschlusswand befindet sich ein Stollenmundloch. | 2000 80 × 25             | Typ: Schichtfolge, Gesteinsart, Pflanzliche Fossilien Art: Sandstein, Tonstein, Steinkohle                 | Steinbruch                     | besonders wertvoll | kein Schutzgebiet                                      |                                 |
| Kiesgrube SE von Albenreuth                                  |                | 377A037   | Kemnath Position             | Oberpfälzer Grundgebirgsvorland | In der Kiesgrube unmittelbar südöstlich von Albenreuth stehen die Albenreuther Schotter an. Sie enthalten Gerölle aus kambro-ordovizischen Phylliten, Glimmerschiefern und Quarziten sowie Quarzporphyr, Konglomerat und sandigem Tonstein des Rotliegenden. Die Grube ist der einzige dauerhafte Aufschluss in den Albenreuther Schottern, die heute dem Hesserberg-Member der Hessenreuth-Formation zugerechnet werden. | 400 20 × 20              | Typ: Typlokalität, Sedimentstrukturen, Gesteinsart, Schichtfolge Art: Schotter                             | Kiesgrube/Sandgrube            | besonders wertvoll | kein Schutzgebiet                                      |                                 |
| Aufschluss der Fränkischen Linie 500 m N von Waldeck         |                | 377A038   | Kemnath Position             | Oberpfälzer Grundgebirgsvorland | In einem Waldstück ca. 500 m nördlich der Kirche von Waldeck ist in einem Hohlweg in der südlichen Wegböschung die nach ENE einfallende Fränkische Linie aufgeschlossen. Epigneise des Grundgebirges (rhyolithische Metavulkanite des Saxothuringikums) liegen tektonisch bedingt auf Triasgesteinen (Benker Sandstein). Im Grenzbereich sind graue Störungsletten ausgebildet. | 10 5 × 2                 | Typ: Störung Art: Gneis, Sandstein                                                                         | sonstiger Aufschluss           | besonders wertvoll | Landschaftsschutzgebiet, Naturpark                     |                                 |
| Granitfelsen SE von Leugas                                   |                | 377A039   | Wiesau Position              | Nördlicher Oberpfälzer Wald     | Felsbildung und aufgelassener Steinbruch, in dem mittelkörniger, bereichsweise porphyrischer Mitterteicher Granit ansteht. Besonders auffällig ist die feine Klüftung im obersten Bereich der Wand, während unterhalb Wollsackverwitterung zu beobachten ist. Der an sich sehr kompakte Granit ist teilweise stark verwittert. An den exponierten Wänden im Westen des Aufschlusses ist die Kaolinisierung der Feldspäte sehr gut erkennbar.                                                                                                | 1000 50 × 20             | Typ: Gesteinsart, Kaolinisierung, Wollsackbildung, Kluft Art: Granit                                       | Steinbruch                     | wertvoll           | kein Schutzgebiet                                      |                                 |
| Quarzgang N von Leonberg                                     |                | 377A041   | Leonberg Position            | Nördlicher Oberpfälzer Wald     | In einer Grube ist ein anstehender Quarzgang freigelegt. Es handelt sich um einen großen Block, welcher von milchweißer Farbe und stark geklüftet ist. Die Oberfläche ist mit Moos überzogen. | 60 10 × 6                | Typ: Gang Art: Gangquarz                                                                                   | nicht bekannt                  | bedeutend          | kein Schutzgebiet                                      |                                 |
| Steinbruch S von Mammersreuth                                |                | 377A042   | Waldsassen Position          | Südliches Fichtelgebirge        | Am Waldrand südlich von Mammersreuth befindet sich ein kleiner aufgelassener Steinbruch in Phylliten Gräfenthal-Formation. Dies ist der einzige Aufschluss in diesen Gesteinen in der gesamten Region. Die Schieferung ist steilstehend, die ursprüngliche Schichtung ist anhand von Materialwechseln in Handstücken erkennbar. Das Gelände wird gelegentlich gepflegt und ist daher gut zugänglich. | 1200 40 × 30             | Typ: Gesteinsart Art: Phyllit                                                                              | Steinbruch                     | wertvoll           | kein Schutzgebiet                                      |                                 |
| Pingenfeld im Spitalholz NE von Aign                         |                | 377G001   | Kulmain Position             | Fichtelgebirge                  | Im 16. Jahrhundert wurde im Spitalholz Bergbau auf Brauneisen u. Kupfererz in den ordovizischen Quarzphylliten betrieben, die sich während tropischer Verwitterung im Tertiär ausbildeten. Noch heute zeugt auf einer Kuppe im Wald ein ausgedehntes Gebiet mit Pingen von bis zu 6 m Durchmesser und bis zu 2 m Tiefe von einem regen Bergbaubetrieb. Auch ein verschüttetes Stollenmundloch mit Halde ist noch vorhanden. | 10000 100 × 100          | Typ: Pinge/nfeld Art: Phyllit                                                                              | kein Aufschluss                | bedeutend          | Landschaftsschutzgebiet, Naturpark                     |                                 |
| Große Pinge im Burgholz N von Schachten                      |                | 377G003   | Bad Neualbenreuth Position   | Südliches Fichtelgebirge        | Synsedimentäre Goldvorkommen wurden im 16. Jahrhundert im Tagebau abgebaut. Die große Pinge ist durch Müllablagerungen verunreinigt. | 15 5 × 3                 | Typ: Pinge/nfeld Art: Phyllit                                                                              | kein Aufschluss                | bedeutend          | kein Schutzgebiet                                      |                                 |
| Eisener Hut SE von Pfaffenreuth                              |                | 377G004   | Leonberg Position            | Südliches Fichtelgebirge        | Bei Pfaffenreuth kommen synsedimentäre Kieserzlager in ordovizischen Phylliten vor. Der eiserne Hut (Naturdenkmal!) ist ein durch tertiäre lateritische Verwitterung entstandener, mit Limonit (Brauneisenerz) durchsetzter Quarzhärtling. Er stellt den Ausbiss eines dieser Lager (M-Lager, vorwiegend Magnetkies) an der Erdoberfläche dar. Bergbauspuren wurden bereits von Flurl (1792) erwähnt. In der Nähe Gebäude-Reste der Grube Bayerland, die bis 1971 in Betrieb war.                                                           | 1000 50 × 20             | Typ: Tagebau, Härtling, Mineralien Art: Eisenerz, Phyllit                                                  | Schurf                         | wertvoll           | Naturdenkmal                                           |                                 |
| Pingen am Högelstein NW von Mähring                          |                | 377G005   | Mähring Position             | Südliches Fichtelgebirge        | Im 17. und 18. Jahrhundert wurde hier Kupfer abgebaut, das zum Teil an Quarzlinsen in kambrischen Glimmerschiefern gebunden war. Verstreute Pingen im Wald um die Kirche St. Nikolaus und in Bachnähe Halden und ein verschüttetes Stollenmundloch mit Wasseraustritt sind als Bergbauzeugen erhalten. Auf den Halden findet sich Gangquarz mit kleinen Quarzkristallen und Brauneisen. | 44200 340 × 130          | Typ: Pinge/nfeld, Mineralien, Stollen Art: Glimmerschiefer                                                 | Pinge                          | wertvoll           | kein Schutzgebiet                                      |                                 |
| Pingenfeld Churfürst am Unteren Brand bei Ernestgrün         |                | 377G007   | Bad Neualbenreuth Position   | Südliches Fichtelgebirge        | In einem Wäldchen sind drei Pingen aufzufinden. Die Pingen Churfürst, Güldenstern und eine namenlose Pinge haben Durchmesser von 5 bis 6 Metern und eine Schachttiefe von ca. 8 Metern. Nachgebildet ist eine Seilwinde (Haspel) aus dem 16. Jahrhundert. Das Goldvorkommen hat insgesamt eine Ausdehnung von 2 km Länge und ist etwa 800 m breit. 200 m weiter im Osten lag der Schacht Steppenloch. | 8250 110 × 75            | Typ: Pinge/nfeld, Schacht, Halde Art: Glimmerschiefer, Quarzit                                             | Pinge                          | wertvoll           | kein Schutzgebiet                                      |                                 |
| Seifenhügel und Trichtergruben beim Goldbrunnen SW Erbendorf |                | 377G008   | Erbendorf Position           | Nördlicher Oberpfälzer Wald     | Im Mittelalter und in der beginnenden Neuzeit wurde am Goldbrunnen im Kirchwald südlich von Erbendorf in Schürfgräben und Pingen mit bis zu 10 m Durchmesser nach Gold geschürft und im nahen Galgenbach Gold gewaschen. In den kreidezeitlichen Albenreuther Schottern im Hessenreuther Wald bildeten sich in einer Matrix aus Biotitgneisen, Graniten, Phylliten, Glimmerschiefern und Guttenbergquarzit Goldseifen aus. | 32000 400 × 80           | Typ: Seifenwäscherei, Pinge/nfeld, Schurf Art: Gneis, Konglomerat                                          | Pinge                          | wertvoll           | kein Schutzgebiet                                      |                                 |
| Eisenbergwerk Rotenfels                                      |                | 377G009   | Immenreuth Position          | Fichtelgebirge                  | Am Rotenfels im Flötzbachtal sind Quarzite der Frauenbach-Formation aufgeschlossen, die mit dem Eisenmineral Hämatit imprägniert sind und daher eine deutliche Rotfärbung aufweisen. Hier wurde vermutlich vom 15. bis ins 18. Jahrhundert Eisenerz abgebaut. Relikte von Stollenmundlöchern, verstürzte Schächte und Haldenmaterial zeugen vom ehemaligen Bergbau. | 1000 50 × 20             | Typ: Tagebau, Stollen, Halde Art: Eisenerz, Quarzit                                                        | Grube/Kanal/Hohlweg            | wertvoll           | Landschaftsschutzgebiet, Naturpark                     |                                 |
| Goldseifenwerk im Tal der Kalmreut NNE von Altmugl           |                | 377G010   | Bad Neualbenreuth Position   | Südliches Fichtelgebirge        | In dem Waldstück befinden sich zahlreiche Seifenhügel und -gräben aus der Aufarbeitung von Goldseifen. | 20800 260 × 80           | Typ: Seifenwäscherei Art: Quarzit                                                                          | kein Aufschluss                | bedeutend          | kein Schutzgebiet                                      |                                 |
| Sauerbrunnen im NSG Waldnaabtal ENE von Ödwalpersreuth       |                | 377Q001   | Falkenberg Position          | Nördlicher Oberpfälzer Wald     | Im öffentlich zugänglichen Mineralbrunnen am Wanderweg oberhalb der Blockhütte im NSG Waldnaabtal entspringt eine Quelle mit schwefel- u. kohlensäurereichem Wasser, das den umgebenden Granit gelblich-rötlich färbt. Im Gebiet von Tirschenreuth gibt es eine Reihe solcher Säuerlinge, die mit einer beginnenden vulkanischen Aktivität in Verbindung gebracht werden. Erdbeben und eine anschließende Förderung von heißem, schwefelhaltigem Wasser aus Quellen im Steinwald sind historisch belegt.                                    | 1 1 × 1                  | Typ: Verengungsquelle Art: Granit                                                                          | Hanganriss/Felswand            | bedeutend          | Naturschutzgebiet, FFH-Gebiet                          |                                 |
| Ruine Weißenstein WSW von Fuchsmühl                          | weitere Bilder | 377R001   | Waldershof Position          | Südliches Fichtelgebirge        | Es handelt sich um mehrere massige Felstürme aus z. T. bizarr verwitterten Granitwollsäcken. Die Ruine der alten Burg, die im Mittelalter auf der Gipfelplattform angelegt wurde, dient heute als Ausflugsziel. | 1500 50 × 30             | Typ: Felsturm/-nadel Art: Granit                                                                           | Hanganriss/Felswand            | wertvoll           | Landschaftsschutzgebiet, Naturpark                     |                                 |
| Hackelstein-Gipfel W von Fuchsmühl                           | weitere Bilder | 377R002   | Fuchsmühl Position           | Südliches Fichtelgebirge        | Es handelt sich um eine Gruppe von imposanten Felsgebilden aus über einander getürmten Granitwollsäcken. Etwas unterhalb des Gipfels liegt eine weitere große Felsformation. | 2800 70 × 40             | Typ: Felsburg, Gesteinsart, Metamorphes Gefüge Art: Granit                                                 | Hanganriss/Felswand            | wertvoll           | Naturdenkmal, Landschaftsschutzgebiet, Naturpark       |                                 |
| Felsental SE von Muglmühle                                   | weitere Bilder | 377R003   | Bad Neualbenreuth Position   | Südliches Fichtelgebirge        | Im engen Bachtal liegen große Felsen aus biotitreichen kambrischen Glimmerschiefern und Quarziten. Ein treppenartiger Wasserfall von ca. 4 m Gesamthöhe und Strudellöcher prägen das Bachtal. Hinweisschild zum Wasserfall. | 80 20 × 4                | Typ: Felswand/-hang, Gesteinsart, Metamorphes Gefüge, Kontakt Art: Glimmerschiefer, Gangmineralisation     | Hanganriss/Felswand            | wertvoll           | kein Schutzgebiet                                      |                                 |
| Schlossberg SSW von Waldeck                                  | weitere Bilder | 377R004   | Kemnath Position             | Oberpfälzer Grundgebirgsvorland | Der Schlossberg überragt als Basalt-Härtling die Umgebung aus Sedimentgestein. An der Südseite des Gipfels befindet sich ein großer Aufschluss im massigen Basalt, der zahlreiche Peridotit-Einschluesse (Olivinknollen) enthält. Eine schwache Säulenstruktur ist erkennbar. | 10000 100 × 100          | Typ: Felskuppe, Vulkanschlot, Gesteinsart, Mineralien Art: Basalt, Peridotit                               | Felshang/Felskuppe             | bedeutend          | Naturdenkmal, Landschaftsschutzgebiet, FFH-Gebiet      |                                 |
| Härtling SW von Anzenberg                                    | weitere Bilder | 377R005   | Kemnath Position             | Oberpfälzer Grundgebirgsvorland | Die basaltische, langelliptische Schlotbrekzienfüllung erstreckt sich in Nord-Süd-Richtung. Sie enthält geröllreichen Benker Sandstein und Arkosen aus dem Coburger Sandstein. | 2500 50 × 50             | Typ: Härtling, Vulkanschlot, Gesteinsart, Kontakt Art: Basalt, Breccie, Sandstein                          | Hanganriss/Felswand            | wertvoll           | kein Schutzgebiet                                      |                                 |
| Armesberg E von Altensteinreuth                              |                | 377R006   | Kulmain Position             | Südliches Fichtelgebirge        | Der nephelinführende Feldspatbasalt steht nur im obersten Gipfelbereich an. Am Südosthang schließt sich eine bemooste Blockhalde an. | 10000 100 × 100          | Typ: Vulkanschlot, Basaltsäulen, Gesteinsart, Blockmeer, Mineralien Art: Basalt                            | Felshang/Felskuppe             | bedeutend          | Naturdenkmal, Landschaftsschutzgebiet, FFH-Gebiet      |                                 |
| Saubadfelsen NW von Napfberg                                 |                | 377R007   | Erbendorf Position           | Südliches Fichtelgebirge        | Die massigen Felsen aus fein- bis mittelkörnigem Granit zeigen Wollsackverwitterungen. Am Fuß der Felsformation schließt sich eine Blockhalde an. | 12000 200 × 60           | Typ: Felskuppe, Gesteinsart, Blockmeer, Wollsackbildung Art: Granit                                        | Felshang/Felskuppe             | wertvoll           | Naturdenkmal, Landschaftsschutzgebiet, Naturpark       |                                 |
| Serpentinit-Härtling Föhrenbühl E von Grötschenreuth         |                | 377R008   | Erbendorf Position           | Nördlicher Oberpfälzer Wald     | Die Serpentinite der Erbendorfer Grünschieferzone durchbrechen hier als Felsgruppen und Rippen die Verwitterungsdecke. Der Rücken trägt eine für Serpentinit-Standorte typische, magere Vegetation (Föhrenbühl). | 5000 250 × 20            | Typ: Härtling, Metamorphes Gefüge, Kontakt Art: Serpentinit, Amphibolit, Grünschiefer                      | Felshang/Felskuppe             | wertvoll           | Naturschutzgebiet, Landschaftsschutzgebiet, FFH-Gebiet | Bayerns schönste Geotope Nr. 50 |
| Redwitzitblöcke S von Röthenbach                             |                | 377R009   | Reuth bei Erbendorf Position | Nördlicher Oberpfälzer Wald     | Beiderseits der Straße liegen die großen, walfischartig überformten Blöcke. Rezente Bildung von Opferkesseln. Morphologisch auffällig sind die Rippen, welche die Verkittung eines älteren Kluftnetzes (durch albitreiche Plagioklase und Quarz) nachzeichnen. | 10000 100 × 100          | Typ: Wollsackbildung, Kontakt Art: Granodiorit, Gangmineralisation                                         | Block                          | wertvoll           | Naturpark                                              |                                 |
| Härtling Kühstein SE von Erbendorf                           |                | 377R010   | Erbendorf Position           | Nördlicher Oberpfälzer Wald     | Am Fuß des serpentinitischen Härtlingsrückens liegt ein Blockfeld. | 1500 50 × 30             | Typ: Felskuppe, Härtling, Blockmeer, Gesteinsart Art: Serpentinit, Amphibolit                              | Felshang/Felskuppe             | wertvoll           | Naturdenkmal, FFH-Gebiet, Naturpark                    |                                 |
| Teufelsstein NE von Napfberg                                 |                | 377R011   | Erbendorf Position           | Südliches Fichtelgebirge        | Großer wollsackförmiger Granitblock. | 1750 70 × 25             | Typ: Wollsackbildung, Felsgruppe Art: Granit                                                               | Block                          | wertvoll           | Landschaftsschutzgebiet, Naturpark                     |                                 |
| Burgberg in Falkenberg                                       | weitere Bilder | 377R012   | Falkenberg Position          | Nördlicher Oberpfälzer Wald     | Der herauserodierte, exponierte Granitfelsen verwittert in der typischen Wollsackform. | 10000 100 × 100          | Typ: Felsburg Art: Granit                                                                                  | Hanganriss/Felswand            | besonders wertvoll | Naturdenkmal                                           | Bayerns schönste Geotope Nr. 4  |
| NSG Waldnaabtal SW von Falkenberg                            | weitere Bilder | 377R013   | Falkenberg Position          | Nördlicher Oberpfälzer Wald     | Im Naturschutzgebiet quert die Waldnaab zwischen Falkenberg und Windischeschenbach auf einer Länge von 12 km das Falkenberger Granitmassiv. Das schluchtartig eingeschnittene Flusstal verdient den Namen Canon. Erosionshohlkehlen und Schleifspuren in den Felswänden bezeugen, wie sich der Fluss relativ schnell in den Untergrund fraß, als sich das Gebiet zu heben begann. Nördlich des Sauerbrunnens ist der Waldnaabdurchbruch als besonders enge Stelle mit vielen Findlingen im Flussbett zu finden.                             | 480000 6000 × 80         | Typ: Schlucht Art: Granit                                                                                  | Prallhang/Flussbett/Bachprofil | wertvoll           | Naturschutzgebiet, FFH-Gebiet                          |                                 |
| Felsformationen ENE von Troglauermühle                       |                | 377R014   | Falkenberg Position          | Nördlicher Oberpfälzer Wald     | An der Troglauermühle durchschneidet die Waldnaab auf einer Länge von 100 m den Falkenberger Granit. Das relativ enge Tal mit bis zu 20 m hohen Granitwänden zu beiden Seiten des Flusses bietet in Erosionshohlkehlen Unterstand für Mensch und Tier. Die geschützte Lage am Wasser veranlasste bereits in der Stein- u. Urnenfelderzeit (12.000 bzw. 800 v. Chr.) Menschen, sich hier niederzulassen, was durch eine Vielzahl von Funden aus einem Felsunterstand (Abri) belegt ist.                                                      | 6000 100 × 60            | Typ: Felswand/-hang, Gesteinsart, Ufer-/Brandungshöhle Art: Granit                                         | Prallhang/Flussbett/Bachprofil | wertvoll           | Naturdenkmal, FFH-Gebiet, Vogelschutzgebiet            |                                 |
| Sulzteichstein W von Beidl                                   |                | 377R015   | Plößberg Position            | Nördlicher Oberpfälzer Wald     | Aus dem Sulzteich in Beidl ragt ein mit drei Kreuzen versehener monolithischer Granitblock. Der Stein ist heimatkundlich von Bedeutung, da über seine Herkunft gerätselt wird und er deshalb im Volksmund auch Teufelsstein oder Dreikreuzstein genannt wird. Der Stein ist weitgehend bewachsen. Nur oberhalb der Wasseroberfläche markiert ein schmaler, bewuchsfreier Bereich den steten Wechsel des Wasserspiegels, er war im Herbst 2006 ca. 30 cm breit.                                                                              | 12 4 × 3                 | Typ: Wollsackbildung, Gesteinsart Art: Granit                                                              | Block                          | wertvoll           | Naturdenkmal                                           |                                 |
| Bürgerfelsen am Burgberg in Falkenberg                       |                | 377R016   | Falkenberg Position          | Nördlicher Oberpfälzer Wald     | Am Fuß des Burgberges liegt der Granitblock aus Falkenberger Granit mit Feldspateinsprenglingen von bis zu 5 cm Kantenlänge. | 50 10 × 5                | Typ: Wollsackbildung, Gesteinsart Art: Granit                                                              | Block                          | wertvoll           | Naturdenkmal, FFH-Gebiet                               |                                 |
| Wolfenstein SE von Hohenwald                                 | weitere Bilder | 377R017   | Tirschenreuth Position       | Nördlicher Oberpfälzer Wald     | Die massige Granitfelsformation besitzt Feldspateinsprenglinge unterschiedlicher Größen. Er verwittert in Wollsackform und ist von Pseudokarren überzogen. | 900 30 × 30              | Typ: Karren/-felder, Gesteinsart Art: Granit                                                               | Hanganriss/Felswand            | wertvoll           | Naturdenkmal                                           |                                 |
| Kleine Teufelsküche NE von Lengenfeld                        |                | 377R018   | Tirschenreuth Position       | Nördlicher Oberpfälzer Wald     | Am Eingang zur Kleinen Teufelsküche ist das Objekt am besten aufgeschlossen. Auf einer Länge von ca. 50 m häufen sich die Granitblöcke im und um den Bachlauf. | 2500 50 × 50             | Typ: Felswand/-hang, Gesteinsart Art: Granit                                                               | Hanganriss/Felswand            | bedeutend          | Landschaftsschutzgebiet                                |                                 |
| Große Teufelsküche N von Pilmersreuth                        | weitere Bilder | 377R019   | Tirschenreuth Position       | Nördlicher Oberpfälzer Wald     | Um einen Bachlauf gruppiert befinden sich mehrere Felsgebilde aus Granitwollsäcken mit Feldspateinsprenglingen bis zu 4 cm Kantenlänge. | 10000 100 × 100          | Typ: Felswand/-hang, Felsgruppe, Gesteinsart Art: Granit                                                   | Hanganriss/Felswand            | bedeutend          | Naturdenkmal                                           |                                 |
| Hoher Stein N von Liebenstein                                |                | 377R020   | Plößberg Position            | Nördlicher Oberpfälzer Wald     | Der Granit zeigt an den Klüften beginnende Wollsackverwitterung und ist von Pseudokarren überzogen. | 25 5 × 5                 | Typ: Karren/-felder, Gesteinsart Art: Granit                                                               | Hanganriss/Felswand            | wertvoll           | Naturdenkmal                                           |                                 |
| Granitfelsen Tiefenlohe SE von Liebenstein                   |                | 377R021   | Plößberg Position            | Nördlicher Oberpfälzer Wald     | Die Granitformation zeigt Wollsackbildungen. | 200 20 × 10              | Typ: Wollsackbildung, Gesteinsart Art: Granit                                                              | Felshang/Felskuppe             | bedeutend          | Naturdenkmal                                           |                                 |
| Poppenlohfelsen SSE von Schwarzenbach                        |                | 377R022   | Bärnau Position              | Nördlicher Oberpfälzer Wald     | Kleine Felskuppe im östlichen Randbereich des Falkenberger Granits. | 200 20 × 10              | Typ: Felskuppe, Gesteinsart Art: Granit                                                                    | Felshang/Felskuppe             | wertvoll           | Naturdenkmal                                           |                                 |
| Steinernes Viertel SSE von Naab                              |                | 377R023   | Bärnau Position              | Nördlicher Oberpfälzer Wald     | Auf einer kleinen Kuppe im Wald befindet die schöne Felsgruppe Steinernes Viertel. Die einzelnen Granitfelsen sind durch Wollsackverwitterung herauspräpariert worden und zerfallen zusehends in ein Blockmeer. Die Verwitterung setzt an den horizontalen und vertikalen Klüften an und lässt auf den Felsen Karren entstehen. Unter dem Bewuchs aus Flechten und Moos verbirgt sich der mittelkörnige Flossenbürger Granit mit viel Hellglimmer und bis zu 1 cm großen Quarz- u. Feldspatkristallen.                                      | 60 10 × 6                | Typ: Wollsackbildung, Felsgruppe, Blockmeer, Gesteinsart Art: Granit                                       | Felshang/Felskuppe             | bedeutend          | Naturdenkmal, Landschaftsschutzgebiet, Naturpark       |                                 |
| Basaltkegel Steinhübel E von Pechbrunn                       |                | 377R024   | Pechbrunn Position           | Südliches Fichtelgebirge        | Die gesamte Kuppe ist vollständig verwachsen, es sind nur noch wenige kleine Aufschlüsse zu erkennen. | 10000 100 × 100          | Typ: Felskuppe Art: Basalt                                                                                 | Felshang/Felskuppe             | bedeutend          | Naturdenkmal                                           |                                 |
| Dolinen im Wunsiedler Marmor SW von Waldershof               |                | 377R025   | Waldershof Position          | Fichtelgebirge                  | Im Wald sind hintereinander 3 Dolinen zu finden. Die Gruben sind teilweise mit Gras bewachsen. Die Anordnung lässt ein langgestrecktes Karstsystem im Untergrund vermuten. Etwa 50 Meter weiter ist eine weitere große grasbewachsene Doline zu finden. | 90 15 × 6                | Typ: Doline Art: Marmor                                                                                    | Doline/Erdfall                 | wertvoll           | Naturpark                                              |                                 |
| Felsengruppe Huberfelsen E von Neuköslarn                    |                | 377R026   | Erbendorf Position           | Südliches Fichtelgebirge        | Die Huberfelsen bilden entlang des Rückens eine Gruppe von etwa 12 Felstürmen. Der Steinwald-Granit zeigt hier einen ungewöhnlich hohen Muskovit-Gehalt. Die Glimmer, Feldspäte und Quarze sind in etwa alle gleich groß mit etwa 0,3 bis 0,5 cm. Der Granit ist im oberen Bereich der Türme horizontal geschert. Die Verwitterung lässt sowohl rundliche als auch plattige Wollsackstrukturen entstehen. | 40000 500 × 80           | Typ: Wollsackbildung Art: Granit                                                                           | Felshang/Felskuppe             | wertvoll           | Naturdenkmal, Landschaftsschutzgebiet, Naturpark       |                                 |
| Reiseneggerfelsen (Steinschlatter) ENE von Neuköslarn        |                | 377R027   | Pullenreuth Position         | Südliches Fichtelgebirge        | Der Reiseneggerfelsen, auch Steinschlatter genannt, ist ein großer Granit-Monolith. Der Granit ist vergleichbar mit den nahen Huberfelsen. Der Granitblock bildet einen gerundeten Rücken. Auf dem Rücken befindet sich eine Aussichtsplattform mit Blick über den Steinwald. | 30000 300 × 100          | Typ: Wollsackbildung Art: Granit                                                                           | Felshang/Felskuppe             | wertvoll           | Naturdenkmal, Landschaftsschutzgebiet, Naturpark       |                                 |
| Riesenschüssel NNE von Friedenfels                           |                | 377R028   | Friedenfels Position         | Südliches Fichtelgebirge        | Der Felsturm Riesenschüssel ist durch Wollsackverwitterung des Steinwald-Granits entstanden. Quer- und Horizontalklüfte ließen das Gestein zerbrechen. In die Klüfte griff die Verwitterung ein und ließ wie von Riesenhand aufgestapelte Kubikmeter große Blöcke entstehen. Der Zweiglimmergranit weist nur wenig Muskovit auf. Die Feldspäte erreichen bis zu 2 cm Größe. | 250 25 × 10              | Typ: Wollsackbildung, Felsburg, Felsgruppe, Gesteinsart Art: Granit                                        | Felshang/Felskuppe             | wertvoll           | Landschaftsschutzgebiet, Naturpark                     |                                 |
| Froschfelsen WSW von Altmugl                                 |                | 377R029   | Bad Neualbenreuth Position   | Südliches Fichtelgebirge        | Der Aufschluss in den gebänderten Schiefern der Ernestgrüner-Neualbenreuther Erzformation. Das Gestein zeigt eine Wechsellagerung von ehemals toniger und sandiger Sedimentation. Die Verwitterung griff in das durch Klüftung und Schieferung entstandene Brüche ein und ließ einen trapezförmigen Felsen entstehen. Seine Form erinnert an einen Frosch, was ihm seinen Namen verliehen hat. | 120 12 × 10              | Typ: Felsturm/-nadel, Sedimentstrukturen Art: Glimmerschiefer, Phyllit                                     | Felshang/Felskuppe             | wertvoll           | kein Schutzgebiet                                      |                                 |
| Kuschberg SE von Atzmannsberg                                |                | 377R030   | Kemnath Position             | Oberpfälzer Grundgebirgsvorland | Der Kuschberg bei Atzmannsberg ist ein ehemaliger Vulkanschlot. Im Schlot drangen im Tertiär Alkali-Olivinbasalte auf. Den Schlot umgibt ein Tuffring mit Tuffen und Eruptionsbreccien. Am Kuschberg sind zwei gute Aufschlüsse in der Schlotbreccie und den säuligen Basalten des Schlotes erhalten. | 6400 80 × 80             | Typ: Härtling Art: Basalt, Tuff/Tuffit                                                                     | Felshang/Felskuppe             | wertvoll           | kein Schutzgebiet                                      |                                 |
| Vulkanschlot am Oberteicher Bühl NNW von Oberteich           |                | 377R031   | Mitterteich Position         | Südliches Fichtelgebirge        | Der Oberteicher Bühl ist ein ehemaliger Vulkan, dessen Schlot und Lavadecke als Härtling herauspräpariert ist. Der feinkörnige und olovinreische Alkalibasalt wurde in vielen kleinen Gewinnungstellen abgebaut. Der Basalt zeigt eine Fließtextur mit wenigen Blasenhohlräumen. Der Schlot ist umgeben von einem Tuffring. | 28900 170 × 170          | Typ: Vulkanschlot, Gesteinsart Art: Basalt, Tuff/Tuffit                                                    | Felshang/Felskuppe             | wertvoll           | kein Schutzgebiet                                      |                                 |
| Konnsberg E von Konnersreuth                                 |                | 377R032   | Konnersreuth Position        | Südliches Fichtelgebirge        | Der Konnsbühl-Vulkan ragt heute als markante Härtlings-Kuppe über die Umgebung. Aus dem ehemaligen Schlot floss vor ca. 20 Mio. Jahren glutflüssiger Basalt aus, der um den Förderkanal herum eine Lavadecke auf dem umgebenden Gneis ausbildete. Die ehemals weiträumige Überdeckung mit Lava ist heute gut als Blockmeer aus Basalt am Gipfel des Berges zu erkennen. In einem kleinen Steinbruch in der Lavadecke im Osten des Berges sind schöne, mehrere Meter hohe Basaltsäulen anzutreffen.                                          | 35000 350 × 100          | Typ: Vulkanschlot, Blockmeer, Gesteinsart Art: Basalt, Tuff/Tuffit                                         | Felshang/Felskuppe             | wertvoll           | kein Schutzgebiet                                      |                                 |
| Rotliegend-Vulkanite WNW Oberwappenöst                       |                | 377R033   | Kulmain Position             | Südliches Fichtelgebirge        | In einem Wäldchen sind in ehemaligen Pingen Tuffe und Laven aus Rhyolith/Quarzporphyr anzutreffen. Das Unterholz ist stark verbuscht und nur in den verstürzten Pingen findet man Rhyolithe mit bis zu 0,5 cm großen Feldspäten. Vermutlich wurde hier nach Halbedelsteinen gegraben. | 2500 50 × 50             | Typ: Härtling, Gesteinsart Art: Rhyolith, Tuff/Tuffit                                                      | Felshang/Felskuppe             | bedeutend          | Naturpark                                              |                                 |
| Torfmoor NW von Rosall                                       |                | 377R034   | Leonberg Position            | Südliches Fichtelgebirge        | Torfmoor im Wald. | 60000 2000 × 30          | Typ: Niedermoor Art: Torf                                                                                  | kein Aufschluss                | bedeutend          | kein Schutzgebiet                                      |                                 |
| Gulgberg W von Pleußen                                       |                | 377R035   | Mitterteich Position         | Südliches Fichtelgebirge        | Basaltkuppe mit Gewinnungstellen und Blockmeer am Gipfel | 1000000 1000 × 1000      | Typ: Vulkanschlot, Gesteinsart Art: Basalt                                                                 | Felshang/Felskuppe             | bedeutend          | kein Schutzgebiet                                      |                                 |
| Golitzstein NW von Mähring                                   |                | 377R036   | Mähring Position             | Südliches Fichtelgebirge        | Der Golitzstein ist ein einzeln stehender monolithischer Felsen aus Glimmerschiefer, umgeben von einem Blockmeer. Auffällig sind cm-große Quarze in den verfalteten Quarzlagen. Helle Muskovitlagen zwischen den Quarzitlagen deuten auf eine ehemalige Schichtung im Sediment hin. | 400 20 × 20              | Typ: Felsturm/-nadel, Felsblock, Blockmeer Art: Glimmerschiefer                                            | Hanganriss/Felswand            | wertvoll           | kein Schutzgebiet                                      |                                 |
| Tal der Wondreb WNW von Wondreb                              |                | 377R037   | Tirschenreuth Position       | Nördlicher Oberpfälzer Wald     | Die Wondreb schlängelt sich in unzähligen Mäandern durch eine parkähnliche Landschaft. Das Tal der Wondreb ist ein gutes Beispiel für den Einklang von Naturschutz und Landwirtschaft. | 700000 3500 × 200        | Typ: Bach-/Flusslauf, Mäander Art: Sand, Schluff, Kies                                                     | kein Aufschluss                | bedeutend          | kein Schutzgebiet                                      |                                 |
| Korundgneis- und Gabbroblöcke WSW von Plößberg               |                | 377R038   | Plößberg Position            | Nördlicher Oberpfälzer Wald     | Im Waldgebiet Pointholz findet man viele verschieden große Blöcke unterschiedlicher Lithologie. An der Ausbildung der Gesteine lässt sich ablesen, dass sich um den Falkenberger Granit im Granat-Cordierit-Sillimanit-Gneis ein Kontakthof ausgebildet hat. Der Korund-Hercynit-Fels und der redwitzitische Gabbro wurden nicht davon beeinflusst. Der Korund-Hercynit-Fels entstand durch Metamorphose ehemaliger Laterite und wurde erst viel später bei der Platznahme des Gabbros aufgeheizt.                                          | 25 5 × 5                 | Typ: Felsblock Art: Gabbro, Gneis                                                                          | kein Aufschluss                | bedeutend          | kein Schutzgebiet                                      |                                 |
| Wackelstein W von Schurbach                                  |                | 377R039   | Ebnath Position              | Fichtelgebirge                  | Der Felsen ist durch Wollsackverwitterung des Kösseinegranits herauspräpariert worden. Auffällig sind die großen Kalifeldspäte im Granit. Der Wackelstein ist ein großer flacher Felsen, der von einer Person mit Kraft und Geschicklichkeit zum Kippen (Wackeln) gebracht werden kann. | 0 keine Angabe           | Typ: Wollsackbildung, Felsblock, Gesteinsart Art: Granit                                                   | Block                          | wertvoll           | Naturdenkmal, Landschaftsschutzgebiet, Naturpark       |                                 |
| Basaltkuppe Großbüchlberg                                    |                | 377R040   | Mitterteich Position         | Südliches Fichtelgebirge        | In Großbüchlberg befindet sich ein markanter Basalt-Härtling. Der schwarze bis schwarzgraue, stark splittrig brechende Alkalibasalt ist aufgeschlossen und sondert säulig ab. Von Großbüchlberg hat man einen eindrucksvollen Blick über das Mitterteicher Becken. Die Lokation wird daher regelmäßig von Exkursionen aufgesucht. | 16000 160 × 100          | Typ: Härtling, Basaltsäulen Art: Alkali, Basalt                                                            | kein Aufschluss                | wertvoll           | kein Schutzgebiet                                      |                                 |
| Quartäres Maar SE von Neualbenreuth                          |                | 377R041   | Bad Neualbenreuth Position   | Südliches Fichtelgebirge        | Ca. 1,5 km südöstlich Neualbenreuth, nordwestlich des Tillenberges, existiert eine ca. 250 m × 350 m große rundliche, durch Moorbildung gekennzeichnete Struktur, die durch eine Forschungsbohrung im Jahr 2015 als Maar identifiziert wurde. Der Maartrichter ist mit über 90 Meter Sediment gefüllt. Es handelt sich um einen vermutlich ca. 200.000 Jahre alten Maartrichter. | 87500 250 × 350          | Typ: Maar, Übergangsmoor Art: Schluff, Sand, Torf                                                          | kein Aufschluss                | besonders wertvoll | Wasserschutzgebiet                                     |                                 |